# L'Éguille
L'Éguille és un municipi francès situat al departament del Charente Marítim i a la regió de la Nova Aquitània. L'any 2007 tenia 898 habitants.

## Demografia

### Població
El 2007 la població de fet de L'Éguille era de 898 persones. Hi havia 364 famílies de les quals 108 eren unipersonals (50 homes vivint sols i 58 dones vivint soles), 124 parelles sense fills, 111 parelles amb fills i 21 famílies monoparentals amb fills.
La població ha evolucionat segons el següent gràfic:
Habitants censats

### Habitatges
El 2007 hi havia 485 habitatges, 382 eren l'habitatge principal de la família, 67 eren segones residències i 36 estaven desocupats. 450 eren cases i 29 eren apartaments. Dels 382 habitatges principals, 316 estaven ocupats pels seus propietaris, 53 estaven llogats i ocupats pels llogaters i 13 estaven cedits a títol gratuït; 5 tenien una cambra, 28 en tenien dues, 61 en tenien tres, 114 en tenien quatre i 174 en tenien cinc o més. 259 habitatges disposaven pel capbaix d'una plaça de pàrquing. A 183 habitatges hi havia un automòbil i a 156 n'hi havia dos o més.

### Piràmide de població
La piràmide de població per edats i sexe el 2009 era:
| Homes | Edats   | Dones |
| ----- | ------- | ----- |
| 0     | 95 o +  | 0     |
| 0     | 90 a 94 | 4     |
| 0     | 85 a 89 | 8     |
| 0     | 80 a 84 | 8     |
| 16    | 75 a 79 | 8     |
| 20    | 70 a 74 | 24    |
| 24    | 65 a 69 | 32    |
| 16    | 60 a 64 | 20    |
| 16    | 55 a 59 | 40    |
| 24    | 50 a 54 | 16    |
| 28    | 45 a 49 | 12    |
| 24    | 40 a 44 | 32    |
| 32    | 35 a 39 | 40    |
| 32    | 30 a 34 | 20    |
| 20    | 25 a 29 | 24    |
| 8     | 20 a 24 | 8     |
| 16    | 15 a 19 | 16    |
| 36    | 10 a 14 | 28    |
| 28    | 5 a 9   | 36    |
| 12    | 0 a 4   | 16    |

## Economia
El 2007 la població en edat de treballar era de 557 persones, 414 eren actives i 143 eren inactives. De les 414 persones actives 359 estaven ocupades (200 homes i 159 dones) i 55 estaven aturades (27 homes i 28 dones). De les 143 persones inactives 58 estaven jubilades, 43 estaven estudiant i 42 estaven classificades com a «altres inactius».

### Ingressos
El 2009 a L'Éguille hi havia 375 unitats fiscals que integraven 892 persones, la mediana anual d'ingressos fiscals per persona era de 15.807 €.

### Activitats econòmiques
Dels 44 establiments que hi havia el 2007, 1 era d'una empresa de fabricació d'altres productes industrials, 14 d'empreses de construcció, 15 d'empreses de comerç i reparació d'automòbils, 1 d'una empresa de transport, 3 d'empreses d'hostatgeria i restauració, 1 d'una empresa d'informació i comunicació, 3 d'empreses de serveis, 3 d'entitats de l'administració pública i 3 d'empreses classificades com a «altres activitats de serveis».
Dels 14 establiments de servei als particulars que hi havia el 2009, 2 eren tallers de reparació d'automòbils i de material agrícola, 1 paleta, 4 guixaires pintors, 2 fusteries, 1 lampisteria, 1 perruqueria, 2 restaurants i 1 saló de bellesa.
Dels 4 establiments comercials que hi havia el 2009, 1 era una botiga de menys de 120 m² i 3 peixateries.
L'any 2000 a L'Éguille hi havia 3 explotacions agrícoles.

## Equipaments sanitaris i escolars
El 2009 hi havia una escola elemental.

## Poblacions més properes
El següent diagrama mostra les poblacions més properes.